# Salix glatfelteri
Salix glatfelteri är en videväxtart som beskrevs av C. K. Schneider. Salix glatfelteri ingår i släktet viden, och familjen videväxter. Inga underarter finns listade i Catalogue of Life.